# Västra militärregionen
Västra militärregionen (MR V) är en svensk militärregion inom Försvarsmakten som verkat sedan 2013. Förbandsledningen är förlagd i Skövde garnison i Skövde.

## Historik
Västra militärregionen bildades den 1 januari 2013 som Militärregion Väst, som en av fyra militärregioner i Sverige och omfattar Hallands län, Värmlands län, Västra Götalands län och Örebro län. 
I samband med försvarsbeslutet 2004 gav Riksdagen i uppdrag till Försvarsmakten att utreda den framtida militärdistriktsorganisationen. Den 16 november 2005 beslutade Riksdagen att organisationen skulle avvecklas senast den 31 december 2005. Genom detta beslut avvecklades en territoriell ledningsorganisation som funnits i Sverige i olika former sedan 1833. Ledningsorganisationen inom Försvarsmaktens centraliserades till Högkvarteret i Stockholm, trots att övriga delar av samhället vid denna tidpunkt i hög grad decentraliserades, det vill säga olika statliga verk och myndigheter flyttades ut från Stockholm. I samband med att militärdistriktsorganisationen avvecklades den 31 december 2005, upprättades fyra regionala Säkerhets- och Samverkanssektioner (SäkSam). Dessa fyra sektioner hade i uppgift är bland annat att regionalt samordna den militära säkerhetstjänsten, samt samverka med regionala myndigheter. Dessa fyra sektioner kom 2013 att uppgå i de nya Militärregionerna. I Östra militärregionen tillkom även Insatsledning Stockholm. 
I försvarsbeslutet 2009 antogs för Försvarsmaktens del, Insatsorganisation 2014 (IO 14). En organisation Försvarsmakten skulle utveckla och framarbeta fram till och med 2014. I utvecklingen ansåg företrädare från olika håll, både militära och civila, att det fanns behov av en regionalt närvarande och territoriellt ansvarig chef. Samverkande förband i Försvarsmakten ansåg att en territoriell chef behövdes, i likhet med samverkande myndigheter vilka ansåg att de var i behov av en tydlig samverkanspartner. 2010 tillsatte Försvarsmakten en arbetsgruppen, Regional ledning, som leddes av Ulf Persson och där ingick Thomas Johansson och de fyra blivande stabscheferna Leif Ölmeborg i Mitt, Raimo Koski i Nord, Thomas Kryhl i Syd, Clas-Göran Johansson i Väst och Ulf Nordlander. Ulf Nordlander var en tidigare försvarsområdesbefälhavare, som vid den tidpunkten fortfarande var i aktiv tjänst.
Från det att militärregionen bildades 2013 var chefen för Skaraborgs regemente (P 4) även chef för Militärregion Väst (MR V). Den 1 oktober 2018 delades dock ledningen av Skaraborgs regemente och Militärregion Väst, det genom att en separat chefsbefattning för Militärregion Väst tillsattes. Inriktningen inom Försvarsmakten är att från den 1 januari 2020 ska samtliga militärregioner bli självständiga förband, inom Försvarsmakten benämnd som organisationsenhet (OrgE), samt blir underordnade Rikshemvärnschefen. Därvid kommer de samtidigt att överta ledningen även i fredstid av utbildningsgrupperna med dess hemvärnsbataljoner. Respektive militärregion kommer därmed att tilldelas ett så kallat produktionsledningsansvar. Från 2019 antogs namnet Västra militärregionen.
I Försvarsmaktens budgetunderlag till regeringen för 2020 föreslogs att de fyra militärregionala staberna från 1 januari 2020 skulle inrättas som egna organisationsenheter. Cheferna för militärregionstaberna föreslogs i sin tur underställas rikshemvärnschefen avseende produktion av utbildningsgrupper och hemvärnsförband. Där med kom även utbildningsgrupperna med hemvärnsbataljonerna vid samma tidpunkt att överföras och underställas militärregionerna. Detta medförde att fem utbildningsgrupper överfördes från Skaraborgs regemente till Västra militärregionen.I regeringens proposition framhöll dock regeringen att den militära regionala indelningen kunde komma att justeras, det beroende på utfallet av utredningen "Ansvar, ledning och samordning inom civilt försvar" (dir. 2018:79). Den 8 januari 2020 uppmärksammades organisationsförändringen genom en ceremoni i Skövde, där Peter Hederstedt officiellt övertog befälet över utbildningsgrupperna och hemvärnsförbanden.
Den 1 oktober 2022 inrättades sex civilområden där sex länsstyrelser blev civilområdesansvariga länsstyrelser. Den 1 november 2022 skulle lämna en redovisning till regeringen avseende anpassning av den militära regionala ledningen till den civila. Under perioden valde Försvarsmakten en interimslösning, där Försvarsmakten bibehöll sin indelning med fyra militärregioner och Gotlands regemente. Dock så innebar interimslösningen en viss geografisk anpassning till civilområdena, det genom att ansvaret för samverkan med länsstyrelsen i Örebro län och Värmlands län överlämnades från Västra militärregionen till Mellersta militärregionen. Västra militärregionen kom därmed att samverka Västra civilområdet. Övriga militära uppgifter avseende det geografiska området Örebro län och Värmlands län kvarstod dock Västra militärregionen. I Försvarsmaktens perspektivstudie 2022, så föreslogs att interimsbeslutet skulle kvarstå permanent och övriga uppgifter överlämnas från Västra militärregionen till Mellersta militärregionen så snart som förutsättningarna föreligger.
För att påvisa anknytningen till militärregionen, lämnades den 1 januari 2023 begreppet utbildningsgrupp till förmån för det nya begreppet militärregiongrupp. Det för att på ett tydligare sätt anknyta mot enhetens bidrag som ett av militärregionens krigsförband, med uppgifter såväl i fred som i krig. 

## Verksamhet
Militärregionernas organisation återspeglar mycket i hur de avvecklade försvarsområdena var organiserade. Det vill säga militärregionstaberna är knutna till ett regemente, där chefen för militärregionstaben är tillika regementschef, och kan liknas till vis del med de tidigare försvarsområdesbefälhavarna (Fobef). Militärregionerna har ingående insatsförband, på samma sätt som försvarsområdena hade sina lokalförsvarsförband. Skillnaden gentemot ett försvarsområde är att chefen för en militärregion är underställd chefen för Insatsledningen vid Högkvarteret. En försvarsområdesbefälhavare var underställd en militärområdesbefälhavare, som i sin tur var underställd Högkvarteret.
Militärregionerna har som uppgift att tillgodose behovet av samverkan med civila myndigheter, organisationer och företag för att tydliggöra Försvarsmaktens behov av stöd vid insatser. Chefen vid en militärregionen har till uppgift att leda hemvärnsförband inom regionen, men även leda tilldelade insatsförband för bevakningsuppgifter i samtliga beredskapslägen från fred till krig. Vidare är Säk- Samsektionerna integrerade i militärregionerna, där uppgifterna även övertagits av militärregionerna. Inom en militärregionen är även fyra stycken Hemvärnsledningsplutoner organiserade som betjäningsförband. Plutonerna har i uppgift att betjäna staben med transporter, ledningssystem och övrigt stabsstöd. Från den 1 oktober 2018 underställdes staben Militärregion Väst i ledningsfrågor direkt chefen insatsledningen i Högkvarteret.
Militärregionens uppgifter
- Leda territoriell verksamhet på den regionala och lokala nivån.
- Leda tilldelade underställda förband (hemvärns eller andra insatsförband).
- Leda regional säkerhetstjänst.
- Samverka med regional och lokala myndigheter, organisationer och företag utgående från det ömsesidiga beroendet som finns mellan dessa och Försvarsmakten.

## Ingående enheter
Från den 1 januari 2020 ingår fem militärregiongrupp i Västra militärregionen. Militärregiongrupperna utövar densammas produktionsansvar för en eller flera hemvärnsbataljoner, samt stöd och uppföljningsansvar mot Frivilliga försvarsorganisationer.

- Bohusdalgruppen (BDG)
  - 40. hemvärnsbataljonen
- Elfsborgsgruppen (EBG)
  - 41. hemvärnsbataljonen
  - 42. hemvärnsbataljonen
  - 43. hemvärnsbataljonen
  - 44. hemvärnsbataljonen
- Hallandsgruppen (HAG)
  - 45. hemvärnsbataljonen
- Skaraborgsgruppen (SKG)
  - 38. hemvärnsbataljonen
  - 39. hemvärnsbataljonen
- Örebro-Värmlandsgruppen (ÖVG)
  - 19. hemvärnsbataljonen
  - 20. hemvärnsbataljonen

## Heraldik och traditioner
Inför att militärregionsstaben skulle avskiljas från Skaraborgs regemente, ansåg Försvarets traditionsnämnd att staben borde bevara traditionsarvet från den tidigare historiska regionala ledningsstrukturen, vilken inkluderar militärområden, militärdistrikt, flyg- och marinkommandon, försvarsområdesstaber samt arméfördelningar. Från 2018 antog Västra militärregionen det heraldiska vapen som åren 1994–2000 fördes av Södra militärområdesstaben och åren 2000–2005 av Södra militärdistriktsstaben.
Den 27 maj 2025 överlämnade H.M. Konung Carl XVI Gustaf nya förbandsfanor till Norra, Mellersta, Västra och Södra militärregionernas respektive staber. Ceremonin ägde rum på Stockholms slotts inre borggård och de nya förbandsfanor ersatte då de tidigare tillfälliga och ärvda förbandsfanorna.

## Förbandschefer
Förbandschefen tituleras militärregionchef och har tjänstegraden överste. Åren 2013–2017 var förbandschefen tillika chef för Skaraborgs regemente. Åren 2018–2019 löd chefen för militärregionen direkt under insatsledningen som finns på Försvarsmaktens högkvarter. Från 2020 underställdes chefen för militärregionen rikshemvärnschefen.

- 2013–2017: Överste Fredrik Ståhlberg
- 2017–2017: Överste Bengt Alexandersson [b]
- 2018–20xx: Överste Peter Hederstedt [c]

## Namn, beteckning och förläggningsort
| Militärregion Väst     | 2013-01-01 | – | 2018-12-31 |
| Västra militärregionen | 2019-01-01 | – |            |

| MR V | 2013-01-01 | – |  |

| Skövde garnison (F)    | 2013-01-01 | – |  |
| Göteborgs garnison (D) | 2013-01-01 | – |  |